# Friedrich Moest (Schauspieler)
Friedrich Gabriel Carl Moest (* 28. Juli 1867 in Karlsruhe; † 25. Januar 1948 in Berlin-Wilmersdorf) war ein deutscher Schauspieler, Spielleiter und Lehrer.

## Leben
Moest wurde als Sohn des Karlsruher Bildhauers Karl Friedrich Moest (1838–1923) geboren. In seinen ersten Schauspieljahren von 1887 bis 1899 stand Moest im Theater Hanau, Theater Oldenburg, Residenztheater Wiesbaden und unter Direktion Wilhelm „Willi“ Hasemanns (1843–1910) auch im Thalia-Theater Berlin auf der Bühne. An letzterem war er auch als Oberregisseur tätig.
Moest heiratete am 24. Juni 1897 die Gesangslehrerin und Opernsängerin Else Schoch-Moest (geborene Schoch, 1870–1954). Im Jahre 1899 gründete Emanuel Reicher (1849–1924) zusammen mit Moest in Berlin die Reichersche Hochschule für dramatische Kunst. Moest wurde 1901 zusammen mit seiner Ehefrau Leiter und Eigentümer dieser Einrichtung. Hier wurden unter anderen die Schauspieler Grete Mosheim (1905–1986), Paul Hermann Bildt (1885–1957), Ernst Wilhelm Borchert (1907–1990) und Erich Dunskus (1890–1967) von ihnen ausgebildet.
Zusätzlich war Moest noch artistischer Leiter an der Neuen Freien Volksbühne und freier Dozent für Vortragskunst an der Freien Hochschule Berlin bzw. der Humboldt-Akademie.
Am 28. März 1930 inszenierte er im Deutschen Lyceum-Club in Berlin unter der Leitung der Theater-Sektion des Clubs (Auguste Prasch-Grevenberg und Luise Müller) das Bühnenstück von Else Schulhoff: Ein Berliner Salon um 1800. (Ein Abend bei Rahel Levin).
Moest war in Berlin in der Prager Str. 30 III wohnhaft.
Moests Brüder waren der Maler Hermann Moest und der Opernsänger Rudolf Moest.